# Puzzle Bobble 4
Puzzle Bobble 4 (también conocido como Bust-a-Move 4 en América del Norte y Europa) es la tercera secuela del videojuego Puzzle Bobble y es la última parte de la serie, que salió en Arcade, PlayStation y Dreamcast.
En total, el juego dispone de 640 niveles. La versión de consola cuenta con un editor de niveles para crear y guardar un nivel, establecer una sucesión de niveles, o para crear una cantidad ilimitada de niveles extra. También tiene una alternativa "modo historia".

## Historia
En el planeta viven los gemelos Bub y Bob. Un día, el sol deja de subir, porque el hada de la noche, Cleon, ha robado la fuente de luz conocida como el arco iris de luna llena. Se divide este arco iris en siete burbujas de luz. Bub y Bob deben partir a recuperar estas burbujas y restaurar la luz y la paz a su planeta.

## Jugabilidad
Esta entrega de la serie introduce dos nuevas características: el sistema de poleas y reacciones en cadena. El sistema de polea se compone por dos grupos de burbujas unidos a cada lado de una polea. Quitando burbujas de un lado, hará que esa parte sea más ligera y por lo tanto la otra parte pesa más, deslizándose hacia abajo, lo cual requiere de estrategia a la hora de eliminar igualitariamente burbujas por los dos lados, ya que si una de las dos partes baja por debajo de la línea, esto hará perder el juego.
Las reacciones en cadena se producen sólo en el modo versus (contra otro jugador o contra la CPU). Cuando se elimina una burbuja, puede moverse a otro lugar en el tablero si esto causa que más burbujas desaparezcan. Si esto a su vez destruye más burbujas, la reacción en cadena puede continuar.

## Modos de juego
- Modo Puzzle consta de un campo de etapas etiquetados AZ, en un triángulo. Al completar una etapa, podremos elegir cualquiera de las dos posteriores que estén inmediatamente conectada a la que acabamos de completar, y así sucesivamente. Hay muchas rutas posibles dependiendo de las etapas que escojamos.
- Story Puzzle consiste en un telón de fondo con múltiples cartas de tarot superpuestas. El objetivo es completar cada una de las etapas de las cartas del tarot. Al completar una etapa, se descubren nuevas cartas de tarot.
- Historia Versus Bub sigue en su aventura para recuperar las siete burbujas de luz y restaurar la paz en su tierra. Se debe hacer frente a cada uno de los personajes principales uno por uno y cada derrota permite seguir adelante linealmente. Finalmente, se llegará a la señora Luna y sobre su derrota se dará a conocer a Dreg, el principal antagonista de la serie.
- Concurso es un simple torneo en el que se debe luchar y derrotar a tantos oponentes como sea posible. Cuantas más derrotas antes de perder, más de una foto de su personaje que revelan. En este modo, es posible que se desbloqueen los nuevos personajes que no aparecen en los otros modos, que una vez vencidos pueden utilizarse en otros modos.
- Jugador contra jugador es un modo multijugador.
- Modo Desafío clasificará por su habilidad. Las filas son10a clase,1st Class,1yhonorde expertos.
- Modo de edición permite crear tus propios mapas, hasta 25 que se pueden hacer y reproducir. Una vez que todos los mapas creados se han completado, se crea un final en la pantalla.[2]

## Personajes
En los modos de un solo jugador, no hay nada que distinga a los personajes. Sin embargo, en los dos modos versus, los personajes difieren por las burbujas que pueden colocar en la pantalla de otros jugadores.
- Bub y Bob son los principales protagonistas de la serie. Ambos son dragones antropomorfos. Bub es de color verde mientras que Bob es azul. Bub es el mayor de los dos y es conocido por ser enérgico, Bob es mucho más tranquilo.
- Develon es el rival de Bub. Es similar en apariencia a Bub, pero negro y con alas. Vive en el planeta Diable.
- Alkanet es la princesa del planeta helado. Es el segundo personaje en el modo Story Versus, después de Bob.
- Marino es el hijo de la reina del planeta Naleto ondulado. Es un tritón con el pelo verde y un tridente.
- Kurol es un niño pequeño del planeta Grrrrmm. Viste un traje de rana verde (o rosa).
- Tam-Tam es un gran tótem  y el Lord Protector del planeta Navajo. En el juego, dos conejos antropomórficos (o dos indios) lo acompañan y lo adoran.
- Cleón es el hada de la noche. Es traviesa, y es la que robó el arco iris para la señora Luna. Desea en secreto derrocar a su maestro.
- G es un anciano que viven en el planeta Ordeaux.
- Bramb es un mago loco. Estaba investigando un truco de magia cuando la fuente principal de su investigación, la luz, desapareció.
- Gigant es un traje robótico con forma de armadura gigante. Una vez fue el jefe de guardia de seguridad de un castillo gótico en el planeta.
- Madame Luna es una luna robótica. Ordenó a Cleón robar el arco iris para echar la noche sobre la tierra de Bubbleluna. Una vez derrotada en el modo Story Versus, se revela que es Dreg, el antagonista de la serie.
- Dreg es un humanoide pequeño. Él aparece en la mayoría de la serie Puzzle Bobble y Bubble Bobble, y en general se revela como el principal enemigo después de la derrota de su disfraz, en este caso la señora Luna.

### Personajes Desbloqueables
- Whoolen es una joven oveja un poco vanidosa que es una buena amiga de Bub, ella puede enrollarse y envolverse en una bola de lana, se puede desbloquear jugando a través de Win Contest ya sea que ganes o pierdas una ronda contra ella, la desbloquearás.
- Monsta es una ballena que asemeja a criatura redonda y morada luciendo una pequeña cola y dos aletas a cada lado de su cuerpo. Generalmente se los representa con ojos rojos y bocas anchas, se puede desbloquear jugando a través de Win Contest ya sea que ganes o pierdas una ronda contra él, lo desbloquearás.
- Maita es una raza de magos vestidos con túnicas blancas que atacan principalmente con rocas mágicas. Maita aparece como un enemigo en la mayoría de los juegos de Bubble Bobble, se puede desbloquear jugando a través de Win Contest ya sea que ganes o pierdas una ronda contra él, lo desbloquearás.
- Packy es un gato robótico de alto rendimiento que es un amigo cercano de Bub El área alrededor de su rostro es blanca y tiene ojos azules y dos bigotes en cada mejilla, se puede desbloquear jugando a través de Win Contest ya sea que ganes o pierdas una ronda contra él, lo desbloquearás.[2]